# DB-Baureihe VT 11.5

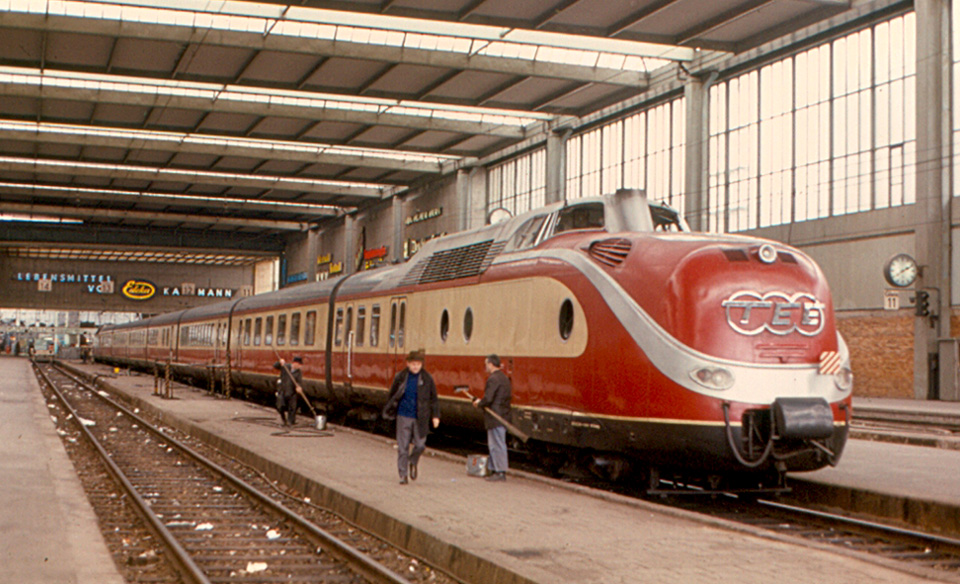
Baureihe 601 im Jahr 1970 als TEE Mediolanum in München Hbf

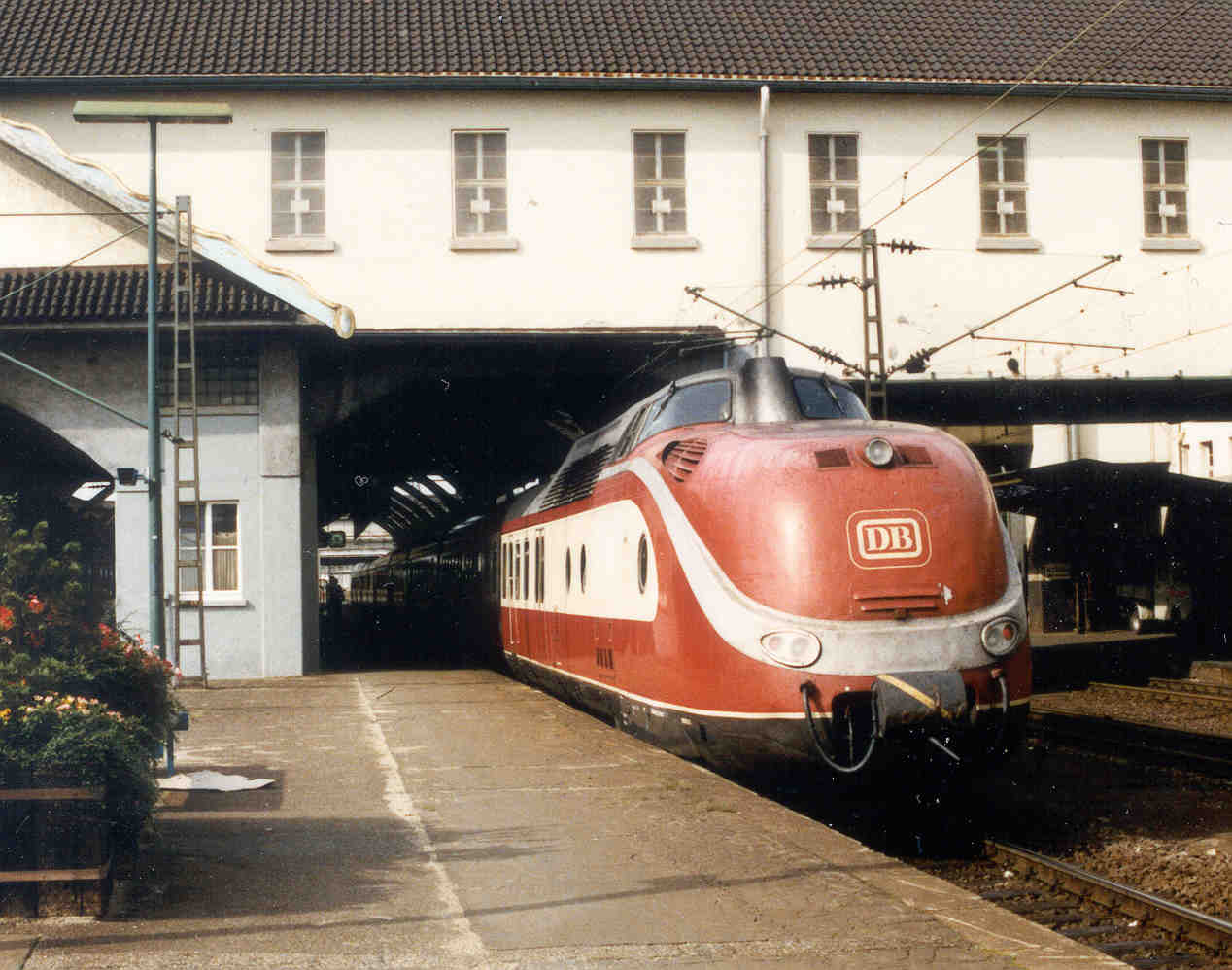
Baureihe 601 im Jahr 1987 als Alpen-See-Express bei Einfahrt in Darmstadt Hbf

Die Baureihe VT 11.5 war ein Diesel-Triebzug der Deutschen Bundesbahn (DB). Er war eine bedeutende Entwicklung im deutschen Schienenfahrzeugbau der 1950er Jahre und ein Paradezug der Deutschen Bundesbahn. Mit der Einführung des EDV-Baureihenschemas der DB im Jahr 1968 wurden die Triebköpfe (Maschinenwagen) zur Baureihe 601, die Mittelwagen zur Baureihe 901.

## Geschichte

### Trans-Europ-Express
Für den internationalen Trans-Europ-Express-Verkehr (TEE) mit einem erhöhten Komfort wurde in Deutschland der VT 11.5 entwickelt. Im Jahre 1957 lieferten MAN 19 Triebköpfe, Linke-Hofmann-Busch 16 Abteilwagen und Wegmann & Co. acht Großraumwagen, acht Speisewagen mit Speiseraum, Bar und Reiseabteil sowie neun Küchenwagen mit vollelektrischer Küche und einem weiteren Speiseraum. 1958 wurden vier und 1963 drei Abteilwagen nachgeliefert. Im hinteren Teil der Triebköpfe befanden sich ein kleiner Gepäckraum sowie zwei Dienstabteile für Zugpersonal und Zoll oder ein Zugsekretariat. Damit wurden planmäßig siebenteilige, maximal möglich waren zehnteilige, Triebzüge mit 122 Sitzplätzen sowie 46 Plätzen in den Speiseabteilen gebildet, die 130 Meter lang waren und eine Gesamtmasse von 230 Tonnen besaßen. Diese Züge bestanden aus je einem Maschinenwagen an den Zugenden, zwei Abteilwagen, einem Großraumwagen, einem Speisewagen und einem Küchenwagen. Das Design der Züge entwickelte der deutsche Architekt und Industriedesigner Klaus Flesche, langjähriger Leiter der Abteilung Industrial Design der MAN.
Die Züge waren für Deutschland, Niederlande, Belgien, Frankreich, Schweiz, Österreich und Italien ausgerüstet und zugelassen. Dies entsprach dem TEE-Netz in seiner ursprünglichen Ausdehnung. Ab 1957 folgte der Einsatz der Baureihe VT 11.5 im TEE-Verkehr. Damit wurden anfangs täglich fünf Triebzüge benötigt und folgende internationale Verbindungen gefahren:
- TEE 31/32 Rhein-Main Frankfurt/M–Amsterdam
- TEE 74/75 Saphir Dortmund–Oostende
- TEE 77/78 Helvetia Hamburg-Altona–Zürich
- TEE 168/185 Paris-Ruhr Dortmund–Paris Nord

Teilweise wurden die Züge mit Doppeleinheiten des VT 11.5 gefahren, aber auch mit dem VT 08 gekuppelt. Zur Kapazitätserweiterung wurden die siebenteiligen Einheiten zu zehnteiligen Triebzügen verlängert. Das ständig zunehmende elektrifizierte Streckennetz sowie die beschränkte Kapazität der Dieseltriebzüge führten Mitte der 1960er Jahre immer mehr zu einer Umstellung der internationalen TEE-Züge auf mit Lokomotiven bespannte Züge, wie beim TEE 77/78 Helvetia. Dafür gab es 1965 neue Verbindungen:
- TEE 155/190 Parsifal Hamburg Altona –Paris Nord[3]
- TEE 25/26 Diamant Dortmund–Antwerpen
- TEE 19/20 Saphir Frankfurt/M–Oostende

Allerdings waren jetzt auch nationale Verbindungen im TEE-System möglich und die Triebzüge der Baureihe 601 wurden zwischen 1968 und 1971 auch als Fernschnelltriebwagen (Ft) sowie danach erstmals mit der neuen Produktbezeichnung InterCity als reine 1.-Klasse-Züge eingesetzt:
- Ft 38/37 Hans Sachs Dortmund–München[4]
- Ft 140/141 Sachsenroß Frankfurt/M–Köln[4]
- Ft 117/120 IC Prinzregent Frankfurt/M–München[4]
- Ft 170/171 IC Mercator Bremen–Stuttgart[4]

An Samstagen in der Wintersportsaison verkehrte von 1969 bis 1979 der Ft, bzw. ab 1971 ICt, Karwendel als Reisebüro-Sonderzug in die Wintersportorte des Karwendelgebiets:
- Ft 1298/1299 Karwendel Frankfurt/M–Seefeld in Tirol

### Intercity
Mit der Einführung des Systems InterCity ’71 wurden die TEE-Züge darin integriert. Als letzte deutsche TEE-Verbindung existierte bis 1972:
- TEE 17/18 bzw. 84/85 Mediolanum München–Mailand

1971 führte die Deutsche Bundesbahn den Intercity als eigenständige Zuggattung mit Erste-Klasse-Fahrzeugen im Zwei-Stunden-Takt ein. Dafür wurde die zulässige Höchstgeschwindigkeit der Baureihe 601/901 bei siebenteiligen Einheiten auf 160 km/h erhöht. Im Schnitt wurden täglich sechs Einheiten eingesetzt. Um mehr Platz zu schaffen, wurden 1976 die Barwagen zu Großraumwagen umgebaut.
Um zehnteilige Einheiten mit 256 Sitzplätzen und einer Höchstgeschwindigkeit von 160 km/h betreiben zu können, wurde in vier Triebköpfen an Stelle des Dieselmotors eine Gasturbine mit einer Leistung von 1617 kW (2200 PS) eingebaut. Diese Triebköpfe wurden zur Baureihe 602 umgezeichnet. Aufgrund technischer Probleme wurden die Gasturbinentriebköpfe Baureihe 602 bereits 1978 ausgemustert. Mit der Einführung des neuen Intercity-Systems ’79 – „jede Stunde, jede Klasse“ – endete der Einsatz der Baureihen 601/901 im IC-Verkehr.

### Alpen-See-Express
Ab 1980 wurden die Triebzüge der Baureihe 601/901 zehnteilig im Touristiksonderverkehr als Alpen-See-Express eingesetzt. Um die Kapazität auf 300 Sitzplätze zu erhöhen, wurden die Großraumwagen mit neuen Sitzen in 2+2-Anordnung ausgestattet, die den Sitzen der Bauart Bpmz291 entsprachen, jedoch mit dem braun/beige/orange gestreiften Polsterstoff der Speisewagen WRmz135 bespannt waren. Ausgehend von Hamburg und Dortmund verkehrten die Touristikzüge, teilweise in Doppeltraktion als zwanzigteilige Einheiten, im Turnusverkehr nach Berchtesgaden, Grafenau/Bodenmais, Seebrugg/Lindau, Oberstdorf/Seefeld, Innsbruck/Zell am See und Salzburg/Berchtesgaden. Dieser Planeinsatz dauerte bis 1988. Als Sonderfahrten kamen die Züge auch auf Nebenbahnen, z. B. 1985 von Dieringhausen nach Olpe. Ab 1987 wurden viele Fahrzeuge der Baureihe 601/901, bis auf 601 002 und 901 403, welche verschrottet wurden, nach Italien verkauft. Nur einige Fahrzeuge verblieben als Museumszüge bei der DB und konnten auf Bestellung noch einige Jahre lang für Sonderfahrten gebucht werden.

### Einsatz für die Deutsche Reichsbahn und musealer Erhalt

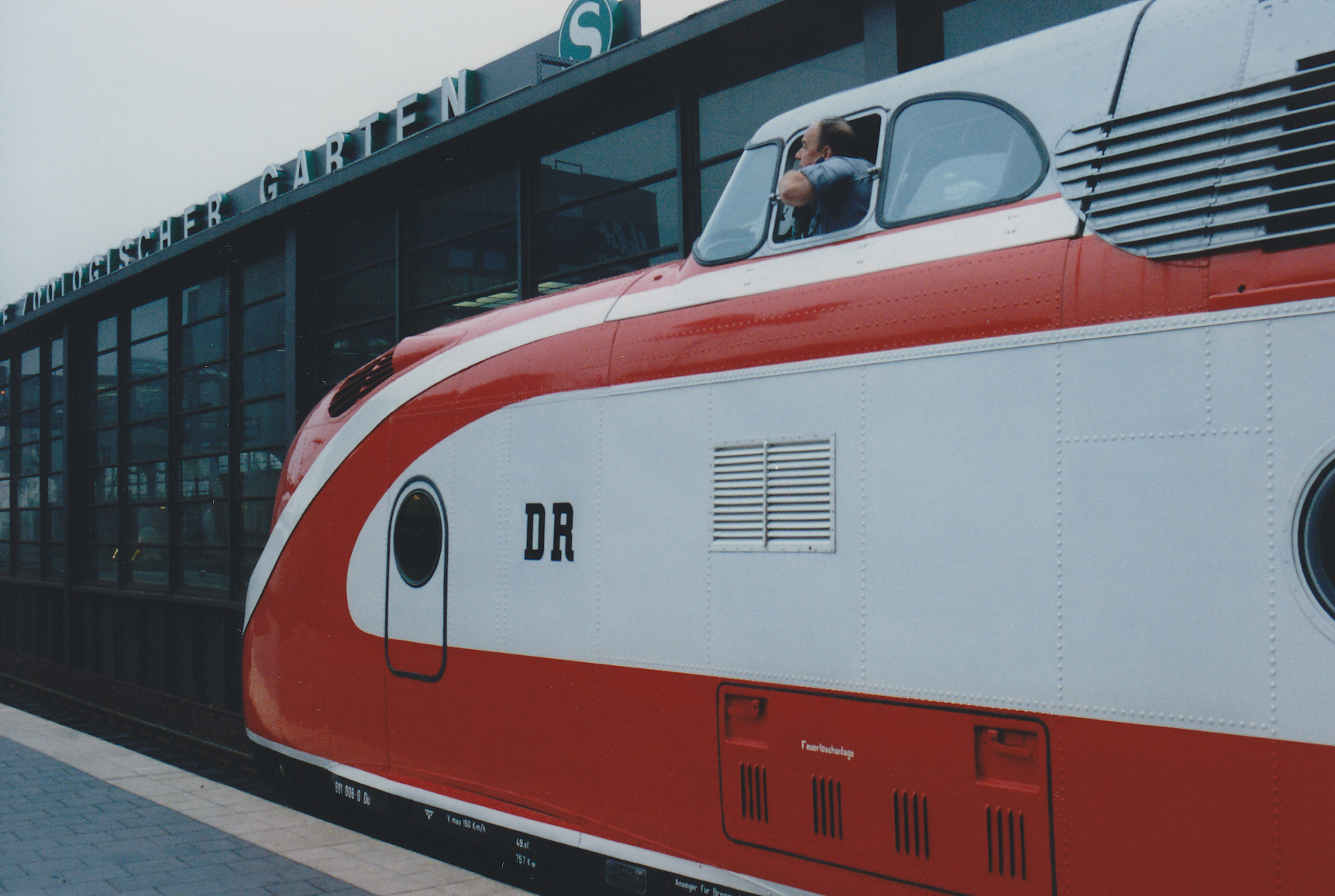
VT 11.5-Einheit mit DR-Logo

1990 wurde eine zehnteilige Einheit von Italien nach Deutschland ausgeliehen und von Juli 1990 bis September 1990 als Intercity „Max Liebermann“ von der Deutschen Reichsbahn zwischen Hamburg und Berlin eingesetzt. Nach diesen Einsätzen wurde der Zug zurück nach Italien überführt und gelangte 2004 durch Firmenübernahmen zur SBB Cargo Italia. Ein Teil dieses Zuges mit den Triebköpfen 601 006 und 015 wurde 2005 durch die ESG Augsburg von der SBB Cargo Italia übernommen und mit einer dunkelblau-weißen Lackierung versehen. Der Zug wurde zu einem 204 Meter langen Restaurant umgebaut. Maximal 155 Gäste konnten so bewirtet werden. Seit 2007 bot der Koch Alfons Schuhbeck hier zusammen mit dem Team der Augsburger Eisenbahn- und Sonderwagen Betriebsgesellschaft „Schuhbeck’s Blue Star Train“ an. Im Sommer 2017 wurde dieser Zug zum Verkauf angeboten. Der Verkauf erfolgte im Oktober 2019, anschließend wurden die Fahrzeuge nach Braunschweig überführt. Er ist auf dem Gelände des ehemaligen Bundesbahnausbesserungswerkes Braunschweig abgestellt und wird dort durch das Unternehmen RailAdventure als Büro- und Besprechungsraum genutzt.
Im Bahnpark Augsburg steht seit 2010 auch eine sechsteilige weinrot/beige Einheit mit den Triebköpfen 601 013 und 019.
Ab 2001 bestand die Hoffnung auf den Wiederaufbau und Wiederinbetriebnahme eines TEE-Exemplars der Baureihe VT 11.5 durch die Deutsche Bahn. Die Kosten der Restaurierung stiegen jedoch auf bis fünf Millionen Euro, unter anderem wegen der heutigen Sicherheitsstandards (für Notausstiege, nichtentflammbare Teppichböden usw.), sodass das Projekt gestoppt werden musste. Teile des TEE-Zuges waren vor dem Brand im Nürnberger Verkehrsmuseum zu besichtigen. Der Dieseltriebkopf 601 008, der Großraumwagen 901 122, der Abteilwagen 901 203 und der Gasturbinentriebkopf 602 003 befanden sich seit April 2011 in der SVG Eisenbahn-Erlebniswelt Horb am Neckar. Zuvor war der Gasturbinenkopf im Nürnberger Verkehrsmuseum ausgestellt.
Die in Horb untergestellten Fahrzeuge wurden ab ca. 2017 in Villingen abgestellt. Der Witterung und dem Vandalismus schutzlos ausgeliefert, verfielen sie zusehends. Im Januar 2020 erfolgte die Verschrottung.
Von den im Lokschuppen des Bahnbetriebswerks Leipzig Süd hinterstellten Fahrzeugen der Baureihe 601/901 fiel im Januar 2012 der Mittelwagen 901 116 einem Brand zum Opfer. Hierbei handelt es sich um die Fahrzeuge für die geplante Museumsgarnitur des DB Museums. Im März 2012 wurden die Fahrzeuge an verschiedene Orte verbracht: Triebkopf 601 014 und Mittelwagen 901 115, 304 und 401 in die Eisenbahn Erlebniswelt Horb, der Triebkopf 601 018 ins Süddeutsche Eisenbahnmuseum Heilbronn und die Mittelwagen 901 121 und 404 in das Depot Lichtenfels des DB Museums Nürnberg.
Aktuell (2020) sind 8 Triebköpfe (davon ein 602 mit Gasturbine) und 20 Mittelwagen (nicht betriebsfähig) erhalten.

## Technik

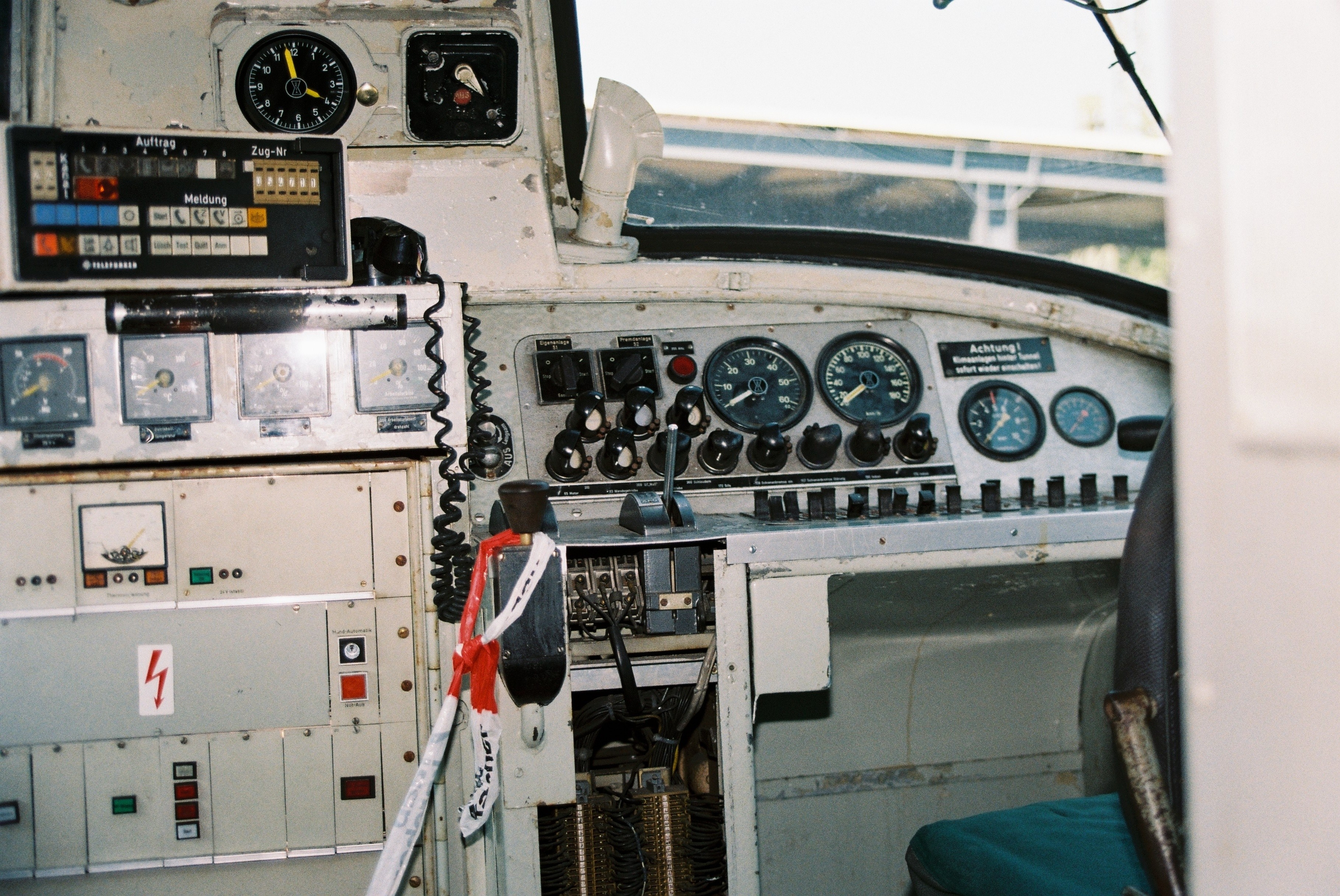
Baureihe 602 Führerstand

In jedem originalen Triebkopf befindet sich ein schnelllaufender Zwölfzylinder-Fahrdieselmotor 12V 538 TA 10 von MTU mit 810 kW (1100 PS). Dieser entspricht dem Maybach-Motor vom Typ MD 650/1B, die Motoren unterscheiden sich lediglich in der Bezeichnung nach der Maybach- oder MTU-Nomenklatur. Ursprünglich standen auch leistungsgleiche Dieselmotoren von Daimler-Benz (MB 820 Bb) und MAN (L 12 V 18/21) zur Verfügung.
Der VT 11.5 hatte eine hydraulische Kraftübertragung mit Getrieben wahlweise von Voith (Typ LT 306r) oder von Maybach (K104 US/W), die dem Zug zu einer Höchstgeschwindigkeit von 140 km/h verhalfen, die später auf 160 km/h angehoben wurde. Angetrieben wurde das Drehgestell unter dem Motor. Die Bremsen waren Druckluft-Scheibenbremsen ergänzt mit einer Magnetschienenbremse.
Beide Triebköpfe arbeiteten parallel. Durch eine elektrische Vielfachsteuerung konnten bis zu zwei weitere Triebzüge gefahren werden. Die Steuerung war mit der der Baureihe VT 08 kompatibel.
Für die Stromversorgung, unter anderem der Klimaanlagen und des Küchenwagens, war in jedem Triebkopf außerdem ein Achtzylinder-Hilfsdieselmotor der Motorenwerke Mannheim (MWM) mit einer Leistung von 170 kW (232 PS), mit Aufladeturbine 218 kW (296 PS), eingebaut. Dieser war mit einem Drehstromgenerator verbunden. Wenn der Hilfsdiesel nicht lief, musste der Triebkopf an eine stationäre Stromversorgung angeschlossen werden. Der Wasserkreislauf sollte nicht unter 30 °C auskühlen.

## Mittelwagen
Die Mittelwagen wurden als VM 11 5101–5123 (A 4ü, Abteilwagen mit Seitengang), VM 11 5201–5208 (A 4y, Großraumwagen mit Mittelgang), VM 11 5301–5308 (AR 4y, Speisewagen mit Barraum) und VM 11 5401–5409 (WR 4y, Küchenwagen mit Speiseraum) bezeichnet, ab 1968 entsprechend als 901 101–123, 201–208, 301–308 und 401–409.
Die Abteilwagen hatten sechs Abteile mit einer Tiefe von 2200 mm mit sechs Plätzen. Die Großraumwagen hatten 33 Plätze in 2+1-Bestuhlung, außer den Sitzen an den Stirnwänden waren die Sitze in oder gegen die Fahrtrichtung drehbar. Charakteristisch waren die schmalen Fenster der Großraumwagen, wobei jede Sitzreihe ihre jeweils eigenen Fenster links und rechts hatte. Der Barwagen hatte sieben Plätze im Barraum, 23 Plätze im Speiseabteil und 17 Plätze im Großraumabteil jeweils in 2+1-Bestuhlung mit gegenüberliegenden Sitzen. Auch der Küchenwagen hatte 23 Plätze. Die Wagen, außer dem Barwagen, hatten an einem Wagenende einen Einstieg, die Abteilwagen eine und der Großraumwagen zwei Toiletten. Sämtliche Mittelwagen besaßen eine eigene Klimaanlage.

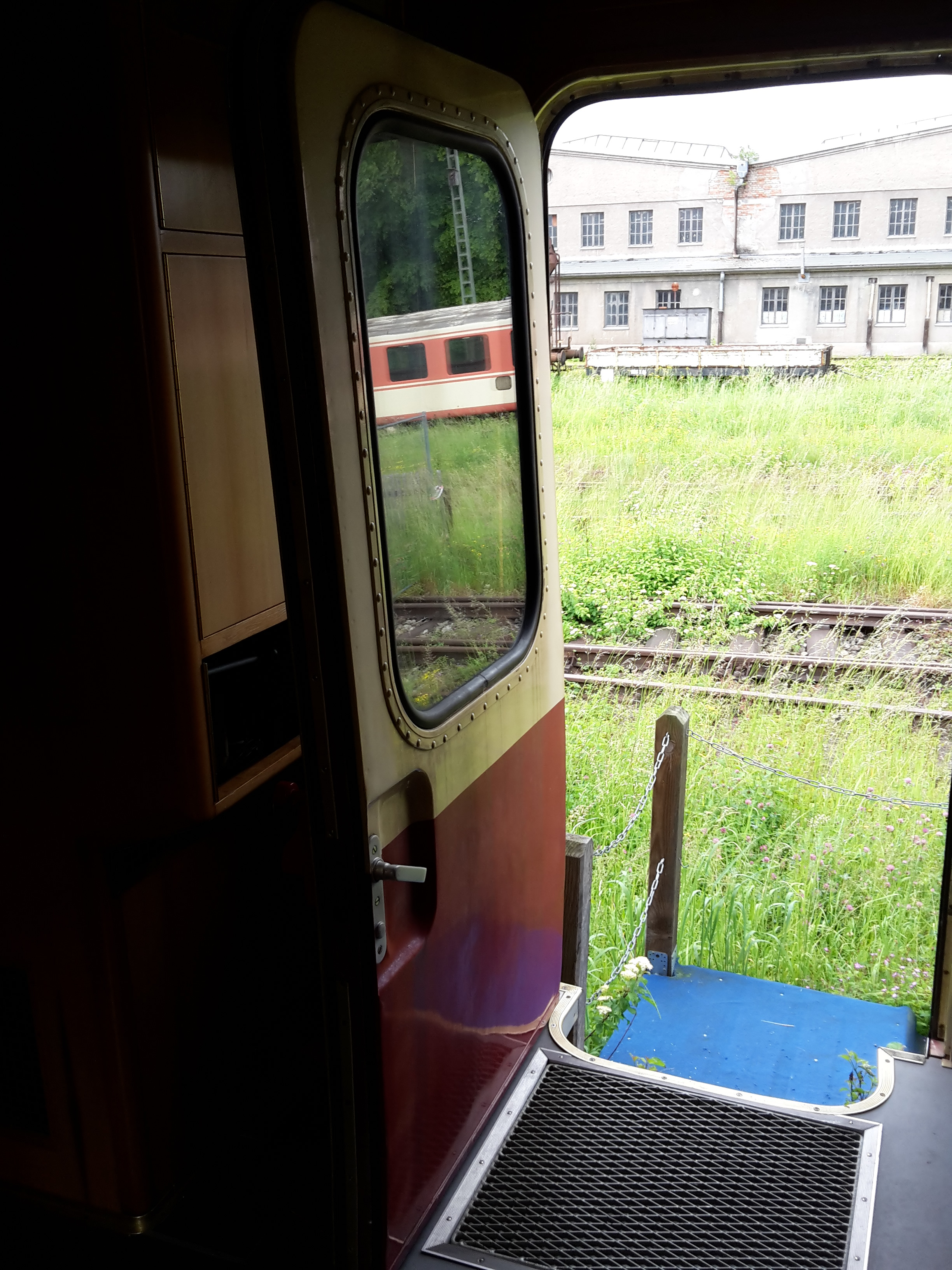
Einstiegstür
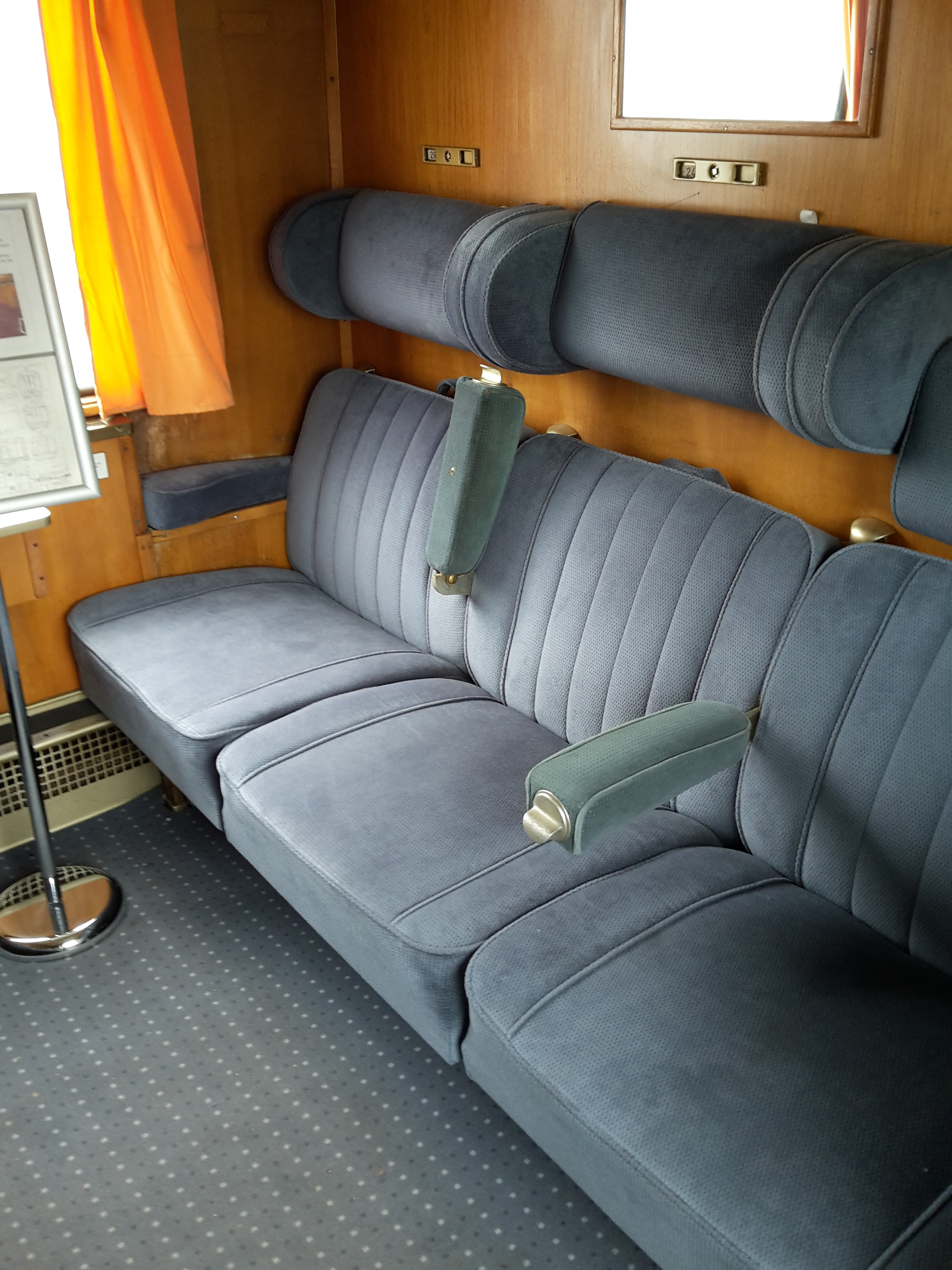
Ursprünglicher Innenraum eines Abteils
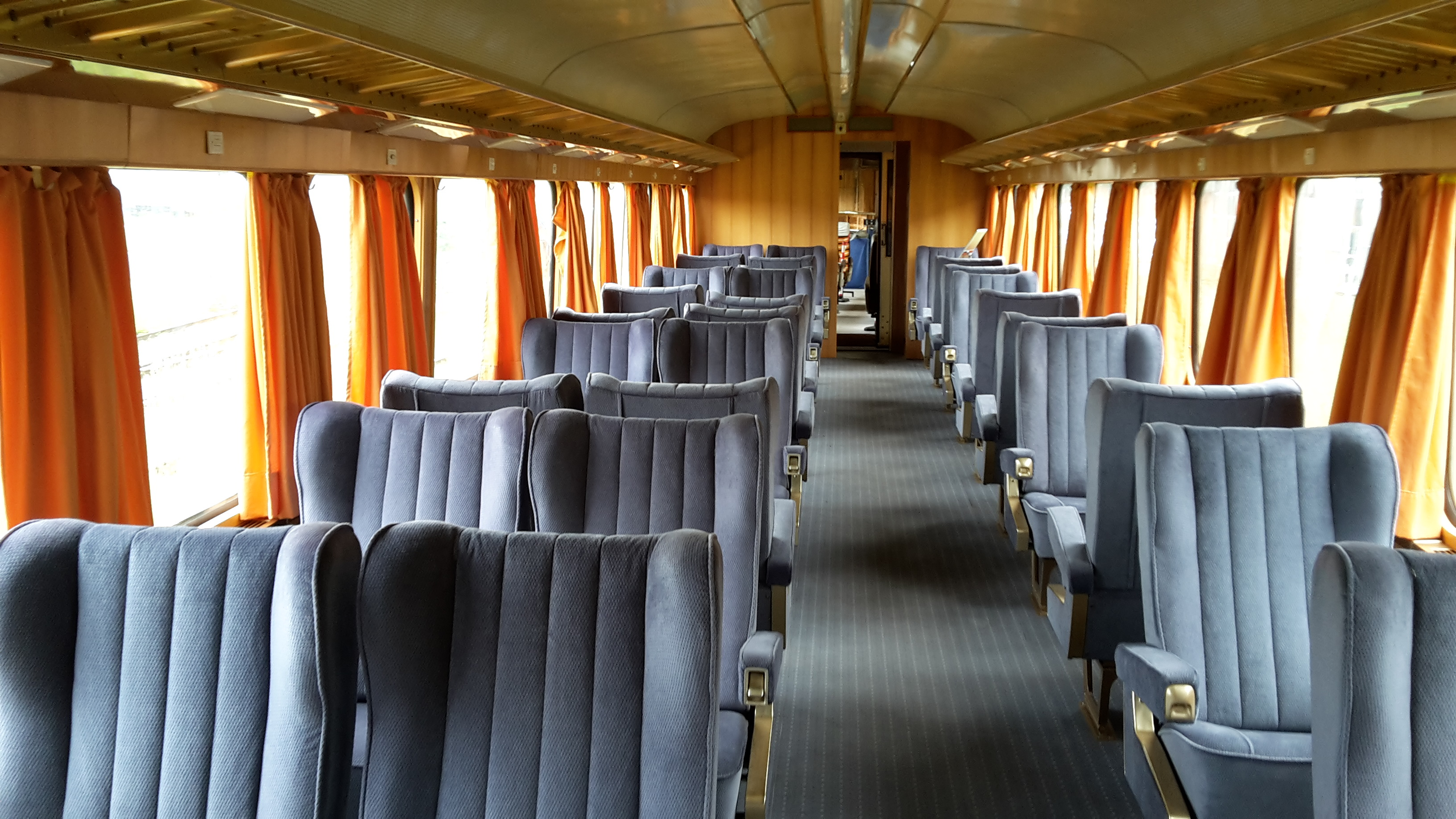
Ursprünglicher Innenraum des Großraumwagens
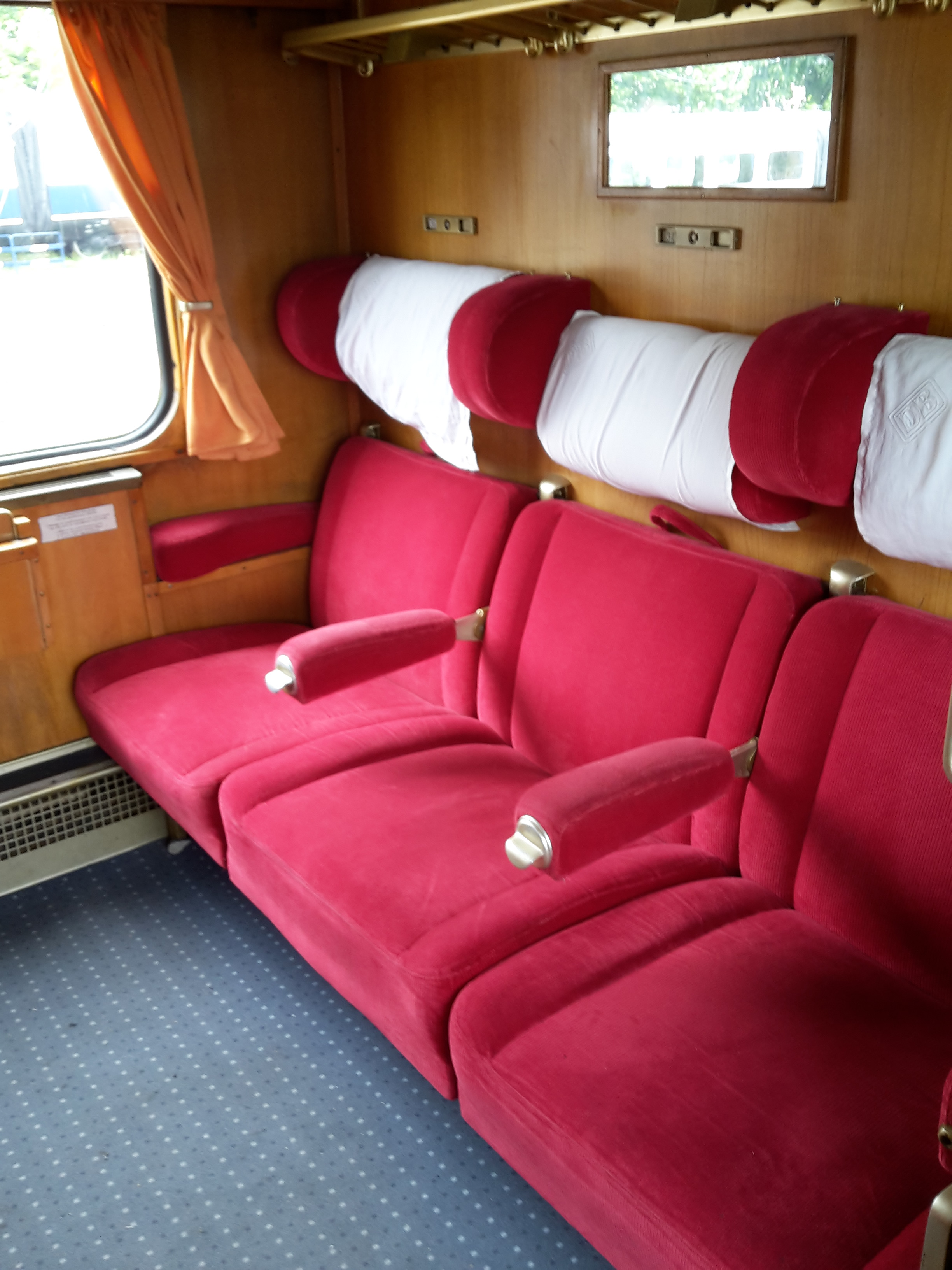
Abteil nach Umbau zum Alpen-See-Express
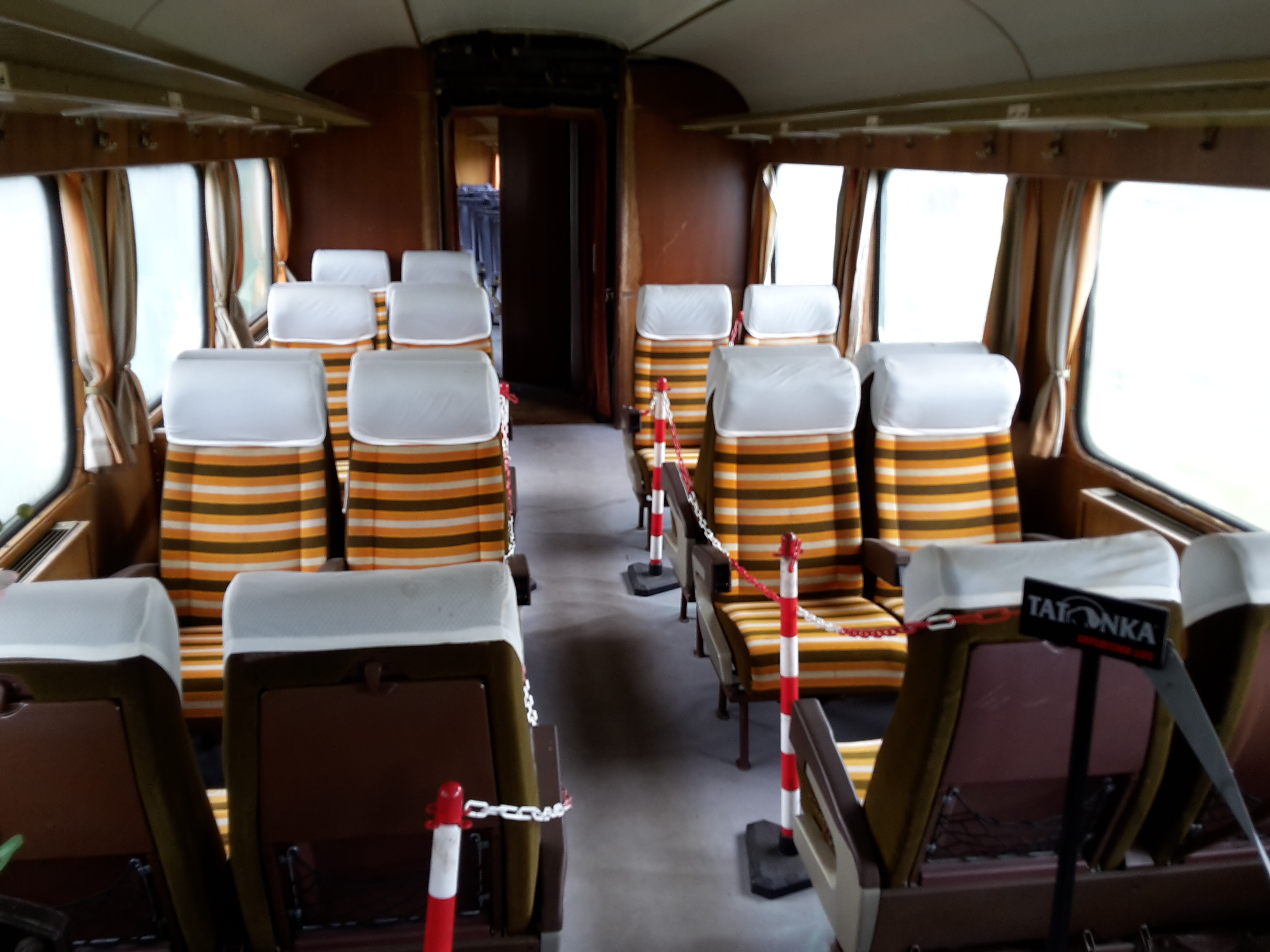
Ehemaliger Barwagen umgebaut zum Großraumwagen des Alpen-See-Express

## Gasturbinenvariante der Baureihe 602

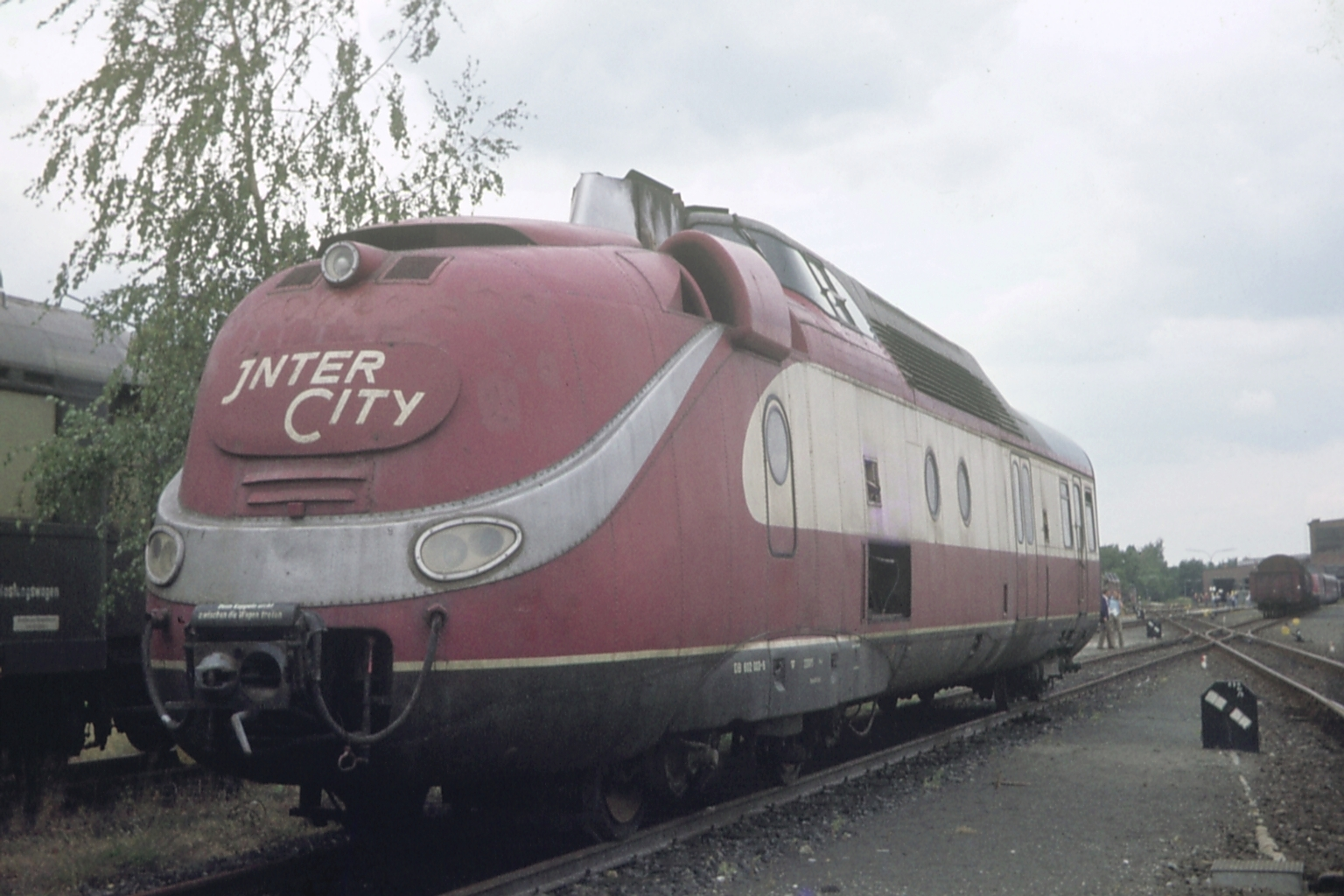
Gasturbinen-Triebkopf der Baureihe 602 1984 im Aw Nürnberg

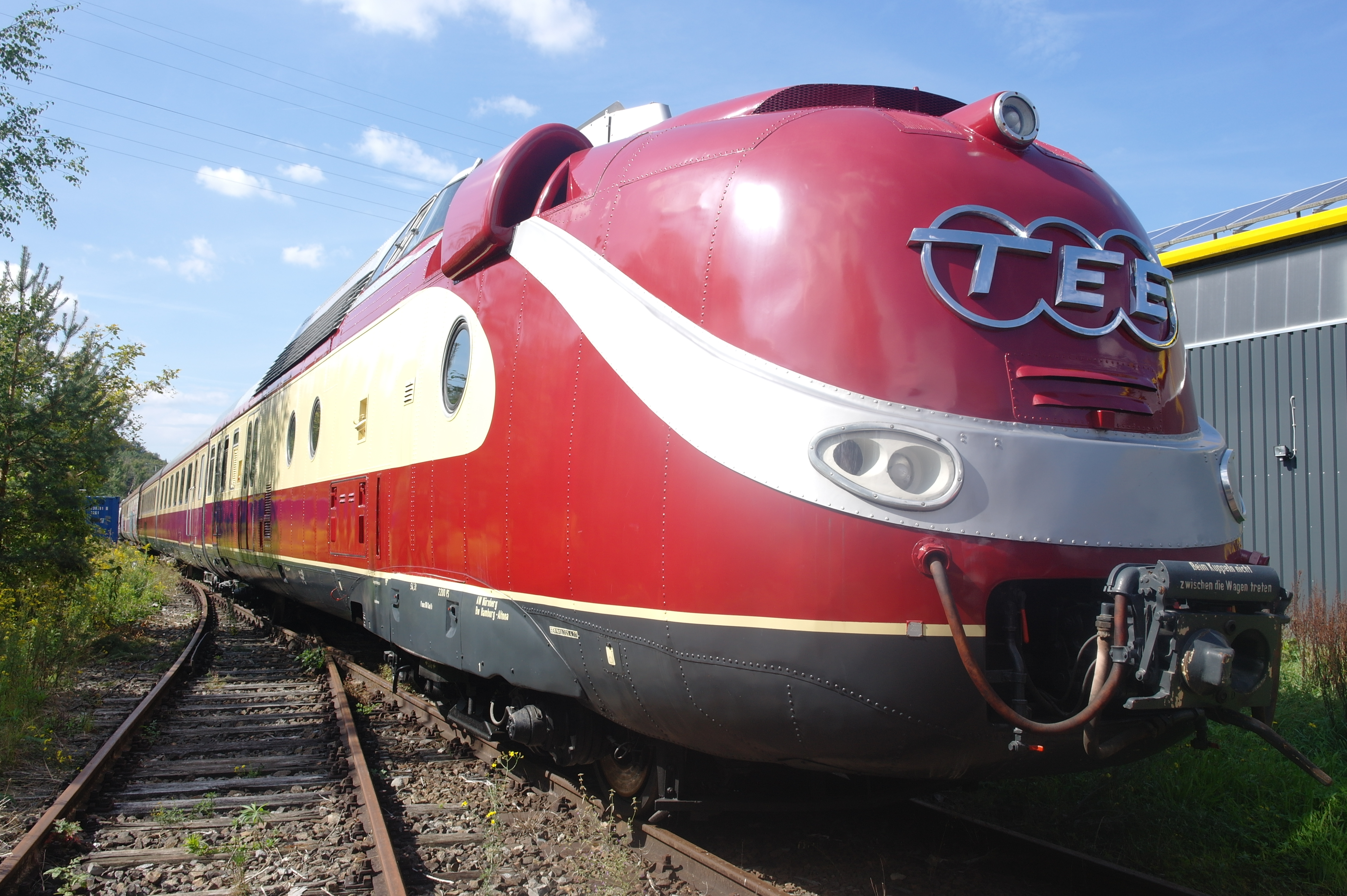
602 in der SVG Eisenbahn-Erlebniswelt Horb am Neckar

Bei vier Maschinenwagen wurden Anfang der siebziger Jahre bei MAN in Nürnberg die Fahrdieselmotoren durch Gasturbinen von AVCO-Lycoming (Typ TF35), geliefert von KHD, mit 1617 kW (2200 PS) ersetzt und die Fahrzeuge dann als Baureihe 602 bezeichnet. Äußerlich lässt sich die Gasturbinenvariante leicht an den deutlich vergrößerten Lufteinlässen erkennen.
Wegen des höheren Verbrauchs wurden die Kraftstofftanks auf 5000 Liter vergrößert. Die vier Triebköpfe wurden im Intercity-Verkehr eingesetzt. Der planmäßige Betrieb begann im Juli 1974, als die Intercity-Verbindung „Sachsenroß“ zwischen Hamburg und Ludwigshafen auf einen Triebzug mit zwei Triebköpfen der Baureihe 602 umgestellt wurde. Ab Januar 1975 war es dann mit einer von BBC neu entwickelten Angleichssteuerung für den Zusammenlauf von Gasturbinen- und Dieseltriebkopf möglich, die Triebzüge im gemischten Betrieb mit den Baureihen 601 und 602 zu fahren. Im Regelfall waren im Planbetrieb drei Triebköpfe im gemischten Betrieb im Einsatz und einer blieb als Reserve.
Im April 1975 stellte ein Zug, bestehend aus zwei Triebköpfen der Baureihe 602 und zwei Zwischenwagen, zwischen Celle und Uelzen mit 217 km/h einen neuen deutschen Geschwindigkeitsrekord für Brennkraftschienenfahrzeuge auf. Dieser wurde im Januar 2000 durch einen ICE TD mit 222 km/h überboten. Nach Problemen mit den Gasturbinen und aus Wirtschaftlichkeitsgründen wurde die Baureihe 602 (genau wie die Gasturbinenlokomotiven der Baureihen 210 und 219) zwischen Februar 1978 und Juli 1979 mit dem Erreichen der Revisionsfristen ausgemustert.

## Version der Dänischen Staatsbahnen

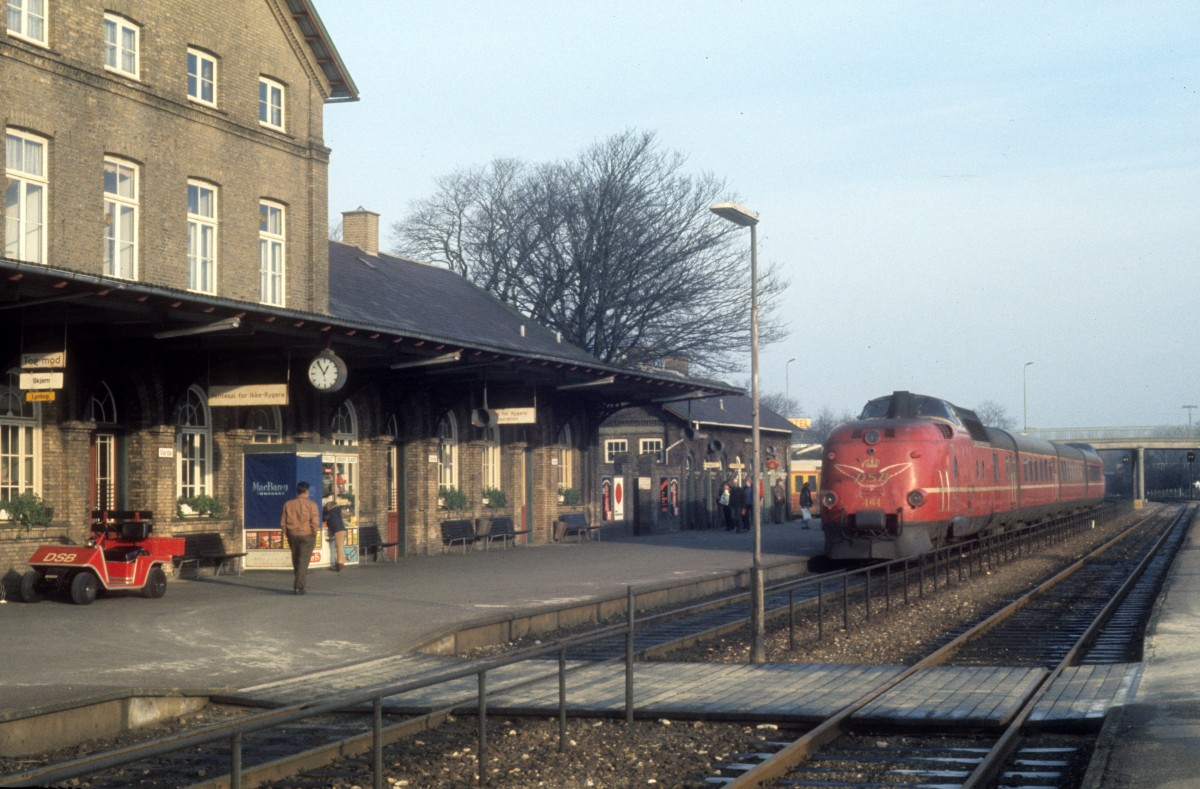
MA der DSB in Varde, 1975

Elf Maschinenwagen der Baureihe DSB MA, sowie Zwischen- und Steuerwagen (AM, BM, BR, BS), wurden zwischen 1963 und 1966 an die Dänischen Staatsbahnen (DSB) abgeliefert. Sie waren bis 1990 in Einsatz.

## Rezeption

### Briefmarke
Am 10. Oktober 2006 erschien bei der Deutschen Post im Rahmen einer Wohlfahrtsmarkenserie aus vier Briefmarken eine mit dem Motiv des VT 11.5 zu 55+25 Eurocent.

### Film
- Bahn TV: Zeitgeschichte: TEE – Revolution im europäischen Schienenverkehr (Memento vom 13. April 2009 im Internet Archive)
- Eisenbahn-Romantik: Der TEE, SWR 1996, Sendung vom 10. März 2016, im Archiv verfügbar bis 9. März 2021
- Der TEE, SWR 1996, Alternativlink über den Youtube-Kanal von Eisenbahn-Romantik
- Wim Wenders wählte 1976 einen VT 11.5 als Handlungsort für seine filmische Umsetzung Der amerikanische Freund des Patricia Highsmith Romans Ripley’s Game. In der Sequenz im Zug begehen die Protagonisten Tom Ripley und Jonathan Zimmermann auf der Reise von München nach Hamburg einen Doppelmord. Die Außenansichten des Zuges zeigen den charakteristischen „InterCity“-Schriftzug auf den Fronten. Die Lufteinlässe der Triebköpfe entsprechen der Ausführung der Diesel-Variante. Der aus der Vogelperspektive gezeigte Zug verfügt über sechs Wagen zwischen den beiden Triebköpfen.